# Force Publique

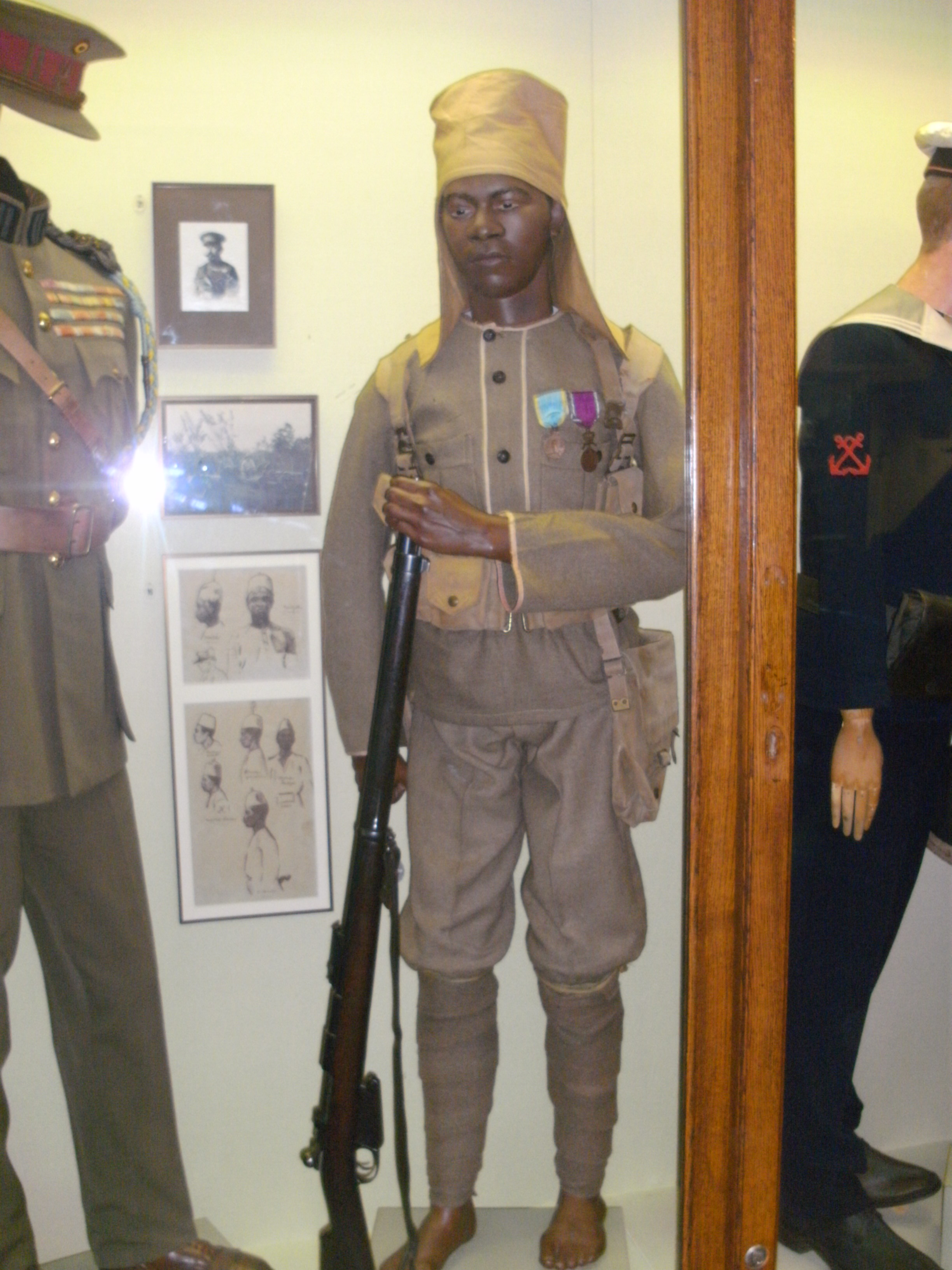
Uniforme d'un soldat de la Force Publique el 1918

La Force publique (FP) (Força Pública en francès), és el nom que van rebre les forces armades del territori de l'actual República Democràtica del Congo des de 1885 (quan el territori era conegut com a Estat Lliure del Congo) fins a l'inici de la Segona República el 1965. Immediatament després de la independència, la FP fou reanomenada com a Armée Nationale Congolaise (Exèrcit Nacional Congolès), (ANC).

## Els inicis a l'Estat Lliure del Congo

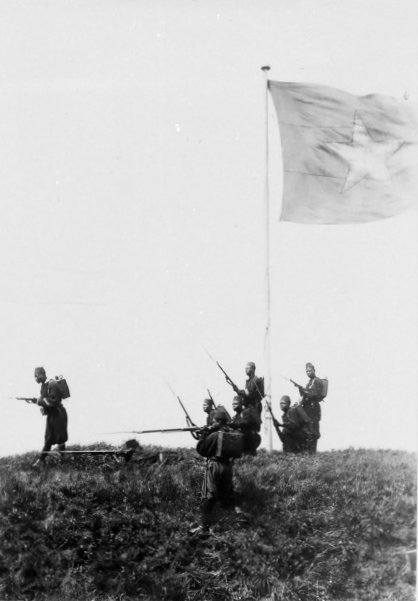
La defensa de la bandera per part de la Force publique.

La Force publique es va crear el 1885 quan el rei Leopold II de Bèlgica, que acabava d'aconseguir la propietat del país sota el nom d'Estat Lliure del Congo, va ordenar al seu ministre d'Afers Interns la creació d'una força militar i de policia per a l'Estat. A partir de 1886, Leopold II va enviar-hi molts oficials belgues per establir la força militar anunciada. Per assegurar-se el control sobre aquest cos, els oficials van ser belgues, però també suecs, danesos, i d'altres països europeus, entre els qui no faltaven aventurers i soldats de fortuna.
Els sotsoficials eren africans de diferents orígens. Alguns d'ells eren caníbals procedents de les tribus més ferotges de l'Alt Congo. Leopold II també va comprar esclaus a Tippu Tip, als quals s'oferia la llibertat a canvi de quatre anys de servei a la Força Pública, mentre d'altres havien estat segrestats en la seva infantesa i educats amb missioners catòlics que els donaven una formació militar propera a l'esclavitud. D'altres eren originaris de Zanzíbar o de zones costaneres colonitzades anteriorment. La Force Publique es va construir amb l'objectiu de defensar el territori i de lluitar contra els traficants d'esclaus. Tanmateix, durant el regnat de Leopold II, el seu paper va ser el d'assegurar la rendibilitat econòmica del territori, amb l'explotació del cautxú i del vori, assegurant-se les quotes de producció per mitjà de treballs forçats amb armes de foc i l'ús de la chicotte o fimbo (un fuet fet de fibres de pell d'hipopòtam). Tots els congolesos que violaven el reglament colonial rebien entre 50 i 100 fuetades, encara que la xifra es va rebaixar després a 20. Els cops resultaven sovint mortals. La Força Pública agafava amb freqüència ostatges, gairebé sempre dones, a fi de forçar els seus marits a treballar per cobrir les quotes de producció sol·licitades. Les dones eren violades sovint. Es van incendiar molts poblats, i calia tallar i recollir les mans dels cadàvers per justificar la despesa de munició. Conjuntament amb molts altres abusos, es tallava les mans d'individus vius per justificar la despesa de munició en altres menesters.
La Force Publique va haver d'enfrontar-se a molts problemes de disciplina al llarg de la seva història. Durant els primers anys eren freqüents les rebel·lions de soldats negres, i al principi dels anys 1890, la major part de la zona oriental del territori estava a les mans de traficants d'esclaus àrabs, i el control d'aquesta part del territori va ser adquirit de manera gradual a meitats del decenni. També van ser freqüents els problemes d'organització amb oficials blancs. Molts d'ells van utilitzar el poder de què gaudien més per al seu personal benefici que per servir als interessos de l'Estat. Per a Stanley, el control de certs oficials era el principal problema a què calia enfrontar-se. En qualsevol cas, aquest exèrcit va arribar a convertir-se en la força militar més important de l'Àfrica Central. A finals de segle constava d'uns 19.000 homes.

## ElCongo Belga

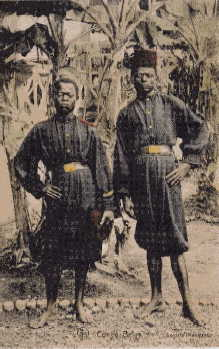
Dos soldats africans de la Force publique abans de 1914.

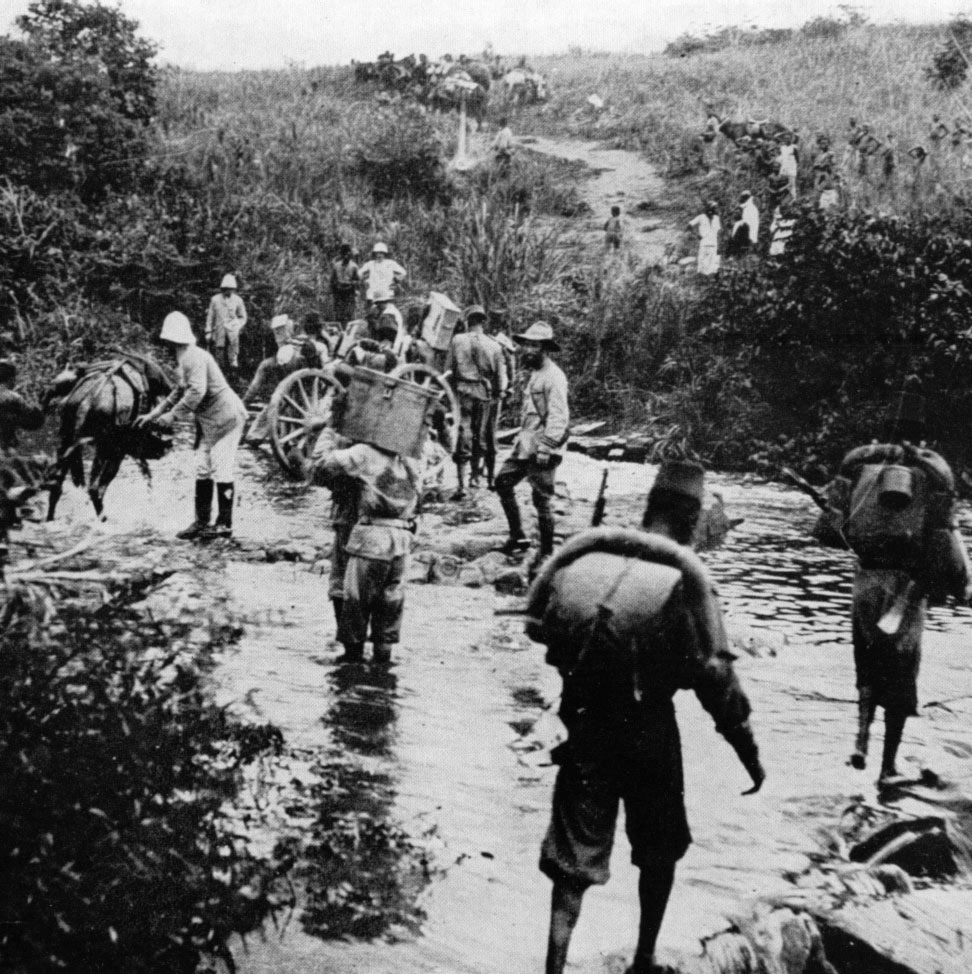
Campanya de 1916-1917 a l'Àfrica Oriental

Un cop el govern belga es va fer càrrec del govern de l'Estat Lliure del Congo el 1908, es va organitzar la Force publique en 21 companyies diferents, a les quals s'hi van afegir unitats separades d'artilleria i enginyers. Cada companyia havia de comptar almenys amb 4 oficials blancs, i més de 150 àscaris (soldats africans). Vuit oficials congolesos completaven el comandament efectiu. Aquests oficials belgues i congolesos van assumir aviat el lloc dels europeus de diferents orígens que formaven el cos d'oficials durant l'estat independent. Les tropes de Katanga constituirien una força autònoma de 6 companyies i una unitat cíclica.
El 1914, la Força Pública, tenia uns 17.000 soldats (incloent les forces de Katanga). La major part treballava a petites guarnicions situades en un territori, i tenien paper de policia. Tan sols les unitats de Katanga eren organitzades en batallons, amb funció principalment militar. Es van fer esforços per compensar els abusos de l'època de l'estat independent, i per transformar la Força Pública en una força colonial més clàssica, més disciplinada, encara que sense que perdés el seu paper repressiu. La major part dels soldats comptava amb un fusell Albini 11 mm. Van continuar portant un uniforme blau amb un fes vermell, encara que entre 1915 i 1917 es va substituir aquest uniforme blau per un de caqui. L'allistament anual es basava en un sistema de quota d'efectius (voluntaris o no) que es fixava per cada districte. Els caps dels poblats eren els qui designaven els no voluntaris. El servei tenia una durada de 7 anys.
Durant la Primera Guerra Mundial, unitats reforçades de la Force Publique van lluitar contra les forces de l'Imperi colonial alemany al Camerun, Ruanda, Burundi i al territori de l'actual Tanzània. Van obtenir diversos èxits militars, guanyant el respecte dels seus aliats portuguesos i britànics i dels seus enemics alemanys. Entre 1914 i finals de 1917, 58 militars europeus, 1.895 soldats i 7.124 portadors congolesos van morir en combat o d'esgotament.
Durant la resta del període en què el territori va estar sotmès a l'autoritat de Bèlgica, la Force Publique va prosseguir amb el seu doble paper militar i de policia, malgrat que el 1959, 10 mesos abans que el territori assolís la seva independència, es creà un cos de gendarmeria procedent de les tropes del servei territorial de la Força Pública. Durant la Segona Guerra Mundial, alguns destacaments van combatre amb èxit al costat de forces britàniques a l'Eritrea italiana. La 23a Divisió d'Infanteria. italiana es va retre a les tropes belgues i congoleses. El 1943 es va enviar a Orient Mitjà un cos expedicionari belga. Allà va ser reequipat i reentrenat a la manera britànica i es va convertir en el 1st Belgian Congo Brigade Group, però el 1944 es va adoptar la decisió de no utilitzar-lo al marc europeu d'operacions i tornar-lo al Congo Belga. Pel que sembla la decisió va ser deguda a l'escàs nombre d'efectius europeus en aquesta Brigada, segons els criteris de l'exèrcit britànic.
Entre 1945 i 1960, Bèlgica va seguir utilitzant la Força Pública com un cos de policia desvinculat del poble, amb unitats mixtes en les quals hi havia com a màxim un 25% de nadius de la província en la qual servien. En ser un cos disciplinat i exigent, la Força Pública impressionava als visitants amb la seva aparença seriosa i cuidada, però mantenia unes pràctiques segregacionistes, dutes a terme pels seus oficials belgues, que van desembocar en tensions violentes en el moment de la independència, el juny de 1960. No es va abolir la chicotte fins a 1955. Va caldre esperar fins a 1957, perquè per primera vegada el contingent estigués format únicament per voluntaris. El setembre de 1959 es va obrir una Escola d'Alferes per als militars congolesos que, fins a aquell moment, només podien arribar al grau de sergent major. El govern belga no va prendre aquest tipus de mesures a temps per constituir un cos d'oficials nadius capaç de fer-se càrrec de la nova situació, i en el moment de la independència, només hi havia a l'esmentada Escola 20 cadets africans.

## Postindependència
El 5 de juliol de 1960, 5 dies després de la proclamació de la independència, tropes de la Force Publique acantonades a prop de Léopoldville es van amotinar contra els seus oficials blancs (que havien romàs al capdavant dels cossos d'exèrcit) i van atacar nombrosos objectius europeus i congolesos. L'espurna d'aquesta revolta sembla que van ser les paraules del general belga comandant en cap del principal aquarterament militar, que va dir als soldats africans que la independència no variaria en res el seu paper. Les intencions del General Janessen eren recordar que la disciplina s'havia de mantenir al si de la Força Pública, però es van interpretar com una negació de la independència adquirida recentment. L'impacte va ser desastrós. La insurrecció va desencadenar el pànic entre la població civil d'origen europeu (principalment belgues). Molts d'ells van tornar a Europa, i el nou govern va perdre la credibilitat en veure's incapaç de sufocar la revolta. La Force Publique va canviar de nom i va passar a ser l'Exèrcit Nacional Congolès (Armée Nationale Congolaise, ANC), i va africanizar el comandament.
Aquesta onada de violència va provocar la immediata intervenció de l'exèrcit belga per garantir la seguretat dels europeus en general i dels seus ciutadans en particular. Aquesta intervenció va ser una flagrant violació de la sobirania nacional, ja que es va fer sense la petició ni la conformitat del govern congolès. La crisi subsegüent va permetre l'ascens de Joseph Mobutu, un antic sergent major de la Força Pública que havia estat posat al capdavant de l'exèrcit per Patrice Lumumba, i que va acabar prenent definitivament el poder el 1965. El règim de Mobutu es va mantenir fins a 1997.